# Малый Мёгтыгъёган
Малый Мёгтыгъёган (устар. Малый Мег-Тыг-Ёган) — река в России, протекает по Нижневартовскому району Ханты-Мансийского автономного округа. Слиянием с рекой Большой Мёгтыгъёган образует реку Мёгтыгъёган в 36 км от устья, являясь её правой составляющей. Длина реки — 164 км, площадь водосборного бассейна — 2150 км².
Высота устья — 58 м над уровнем моря.

## Притоки
(км от устья)
- 12 км: река Большая Лосевая (лв)
- 29 км: река Малая Лосевая (лв)
- Журавлёвка (пр)
- 47 км: река Комтунъёган (лв)
- 74 км: река Котыгъёган (пр)
- Налимья (лв)
- 93 км: река Пуръёган (пр)
- 105 км: река Плёсовая (лв)
- 106 км: река Танёльтаёган (пр)
- 125 км: река Лукасъёган (пр)
- 141 км: река Сугмутынъёган(лв)

## Данные водного реестра
По данным государственного водного реестра России относится к Верхнеобскому бассейновому округу, водохозяйственный участок реки — Вах, речной подбассейн реки — бассейн притоков (Верхней) Оби от Васюгана до Ваха. Речной бассейн реки — (Верхняя) Обь до впадения Иртыша.